# Cloghane church

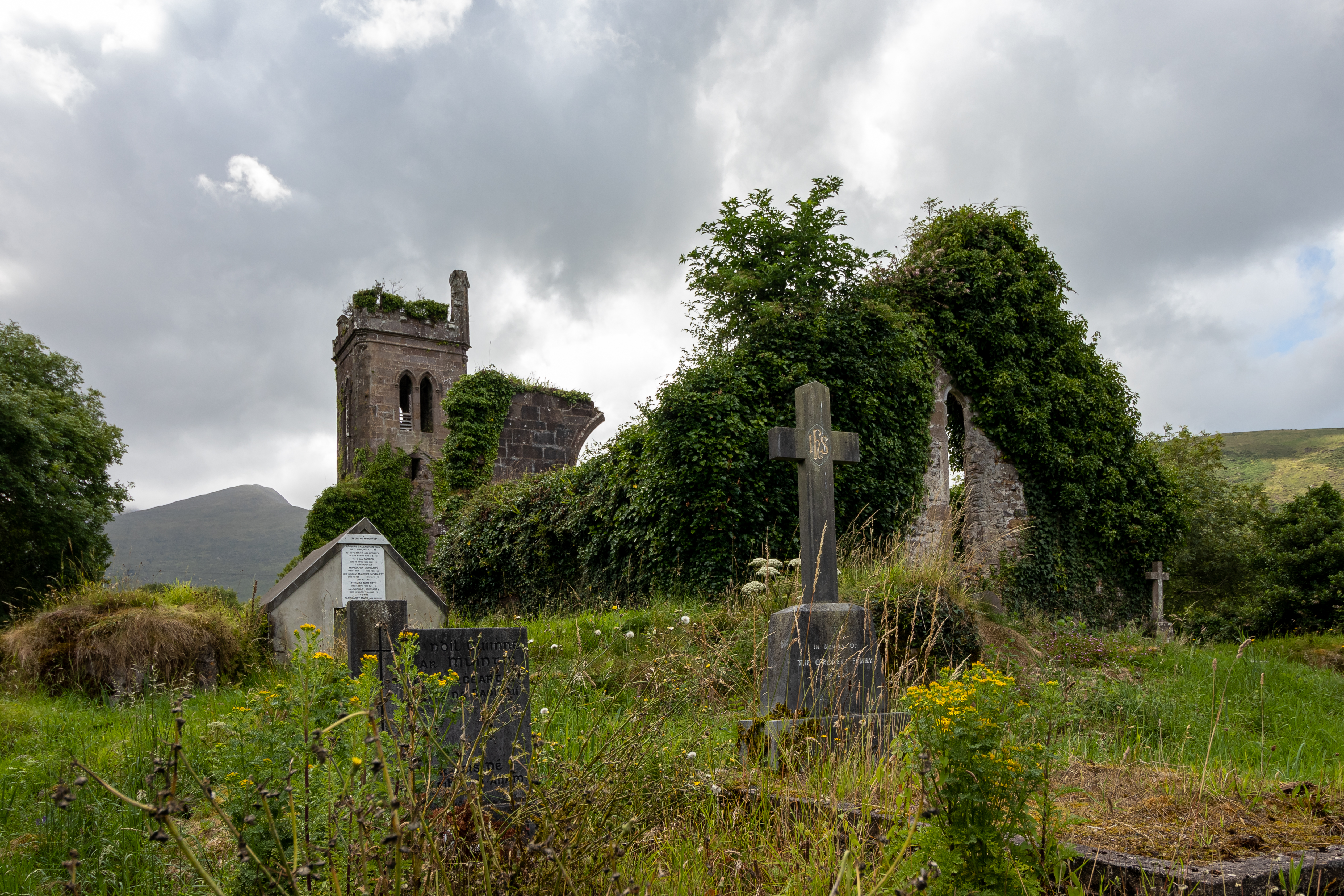
Doppelte Kirchenruine Cloghane Church

Die mittelalterliche Cloghane church stand in dem alten Gräberfeld am nordwestlichen Ende des Dorfes Cloghane (irisch An Clochán) auf der Dingle-Halbinsel im County Kerry in Irland. 
Die im 13. Jahrhundert gebaute Kirche verfiel während des 18. Jahrhunderts. 1828 wurde auf dem Gelände des Kirchenschiffs eine neue Kirche errichtet, die wiederum im 20. Jahrhundert aufgegeben wurde. Heute stehen die efeubedeckten Ruinen der beiden Kirchen nebeneinander und die St Brendan’s Church in Castlegregory ist die Gemeindekirche der Region.
Obwohl 1828 die neue Kirche gebaut wurde, blieb der alte Giebel in voller Höhe bestehen. An der inneren Wand befindet sich ein geschnitzter Steinkopf, der den heidnischen Unterweltgott Crom Dubh zeigen soll. Laut einer iroschottischen Legende wurde er Christ und hinterher heiliggesprochen. Sein Namenstag war der letzten Sonntag im Juli. Die Feierlichkeiten wurden erst zu Anfang des 20. Jahrhunderts durch den römisch orientierten Klerus unterdrückt, da sie durch „vice“ (Laster) begleitet waren. Die Laster, auf die verwiesen wurde, waren der gälische Stepptanz und das Fiddlespiel, die dem Klerus zuwider waren.